# Wilwerwiltz
Wilwerwiltz (lb. Wëlwerwolz) – wieś (Uertschaft) w północnym Luksemburgu, w kantonie Wiltz, siedziba administracyjna gminy Kiischpelt. Do 3 października 2015 miejscowość leżała w dystrykcie Diekirch, a do 31 grudnia 2005 samodzielna gmina. Liczy 272 mieszkańców (31 grudnia 2022).
Znajduje się tutaj stacja kolejowa Wilwerwiltz.